# Яременко Богдан Васильович
Богда́н Васи́льович Яре́менко (нар. 25 вересня 1971, Київ) — український дипломат, політик і громадський діяч. Надзвичайний та Повноважний Посланник 1-го класу, генеральний консул України в Стамбулі (з 2010), за сумісництвом представник України при Організації чорноморського економічного співробітництва (2010—2013). Народний депутат України 9-го скликання.
Голова правління заснованого українськими дипломатами благодійного фонду Майдан закордонних справ.

## Освіта
1993 року закінчив філологічний факультет КНУ ім. Шевченка. Крім української, володіє англійською та російською мовами.

## Кар'єра
1993 — починає роботу в Департаменті інформації МЗС України.
1995–1999 — віцеконсул, консул Генерального консульства України в Нью-Йорку (США).
2000–2003 — радник, начальник відділу США та Канади, директор Четвертого територіального департаменту (країни Західної півкулі) МЗС України.
2004–2006 — начальник Протоколу Прем'єр-міністра України.
2006–2008 — генеральний консул України в Единбурзі (Велика Британія).
2009–2010 — перший заступник директора Департаменту міжнародної політики Секретаріату Президента України.
1 червня 2010 — призначений Віктором Януковичем на посаду Генерального консула України в Стамбулі.
2 червня 2010 — указом Президента України Януковича призначений представником України при Організації Чорноморського Економічного Співробітництва.
З січня 2014 року голова правління благодійного фонду «Майдан закордонних справ».
14 жовтня 2014-го апеляційний суд Києва поновлює Богдана Яременка на посаді генерального консула України в Стамбулі.
Станом на 2018 рік займається громадською діяльністю.
Кандидат у народні депутати від партії «Слуга народу» на парламентських виборах 2019 року (виборчий округ № 215, частина Деснянського району і маленька частина Дніпровського Києва). Безпартійний. За місяць до призначення був названий кандидатом на посаду голови комітету з питань закордонних справ у Верховній Раді IX скликання, який було перейменовано на комітет з питань зовнішньої політики та міжпарламентського співробітництва (з 29 серпня 2019 року).
У січні 2020 року Богдан Яременко прийшов до суду брати на поруки колишнього урядового уповноваженого у справах Європейського суду з прав людини Бориса Бабіна.
У вересні 2020-го Яременко «утримався» при голосуванні за законопроєкт, який забороняє нардепам брати у помічники своїх родичів. Помічником на громадських засадах у Яременка — його брат.
22 Липня 2025 року проголосував за проєкт закону 12414, що обмежує Національне антикорупційне бюро України та Спеціалізовану антикорупційну прокуратуру. Закон викликав хвилю антикорупційних протестів.

## Скандали
30 жовтня 2019 року Яременко потрапив у секс-скандал з замовленням послуг повій через мобільний додаток просто під час засідання в залі Верховної Ради, що викликало великий суспільний резонанс. Сам депутат заявив, що спеціально сфабрикував чат-переписку щодо інтим-послуг, аби провчити фотографів, які підглядають в телефони депутатів. Однак потім видалив свій пост у фейсбук та вибачився перед своєю дружиною, фракцією та Президентом.
Наступного дня, під час пояснення свого вчинку з трибуни Верховної Ради, Яременко звинуватив журналістів у втручанні в особисте життя та поширення приватної інформації, за що передбачена кримінальна відповідальність. Однак із заявою до поліції звернувся Ілля Кива, звинувативши Яременка в замовленні секс-послуг, що є злочином.
Згодом журналісти опублікували чергову частину інтимного листування Яременка, такі листування фіксувалися ще з вересня. Зеленський тимчасово відсторонив Яременка від участи в міжнародних перемовинах.
1 листопада опозиційні фракції парламенту висунули вимогу звільнити Яременка з посади голови комітету із закордонних зв'язків і увечері того ж дня він самостійно написав заяву про звільнення. 17 січня 2020 Верховна рада обрала нового главу комітету замість Яременка, ним став Олександр Мережко.
Скандал набув широкого розголосу в іноземних ЗМІ, які зауважили на тісному зв'язку нардепа з президентом України та прогнозують відставку депутата.